# Éva Csernoviczki
Éva Csernoviczki (Tatabánya, 16 de octubre de 1986) es una deportista húngara que compite en judo.
Participó en los Juegos Olímpicos de Londres 2012, obteniendo una medalla de bronce en la categoría de –48 kg. En los Juegos Europeos de Bakú 2015 consiguió una medalla de bronce.
Ha ganado una medalla de bronce en el Campeonato Mundial de Judo de 2011 y 11 medallas en el Campeonato Europeo de Judo entre los años 2008 y 2018.

## Palmarés internacional
| Juegos Olímpicos   | Juegos Olímpicos      | Juegos Olímpicos  | Juegos Olímpicos |
| Año                | Lugar                 | Medalla           | Categoría        |
| ------------------ | --------------------- | ----------------- | ---------------- |
| 2012               | Londres (Reino Unido) | Medalla de bronce | –48 kg           |
| Campeonato Mundial |                       |                   |                  |
| Año                | Lugar                 | Medalla           | Categoría        |
| 2011               | París (Francia)       | Medalla de bronce | –48 kg           |
| Juegos Europeos    |                       |                   |                  |
| Año                | Lugar                 | Medalla           | Categoría        |
| 2015               | Bakú (Azerbaiyán)     | Medalla de bronce | –48 kg           |
| Campeonato Europeo |                       |                   |                  |
| Año                | Lugar                 | Medalla           | Categoría        |
| 2008               | Lisboa (Portugal)     | Medalla de bronce | –48 kg           |
| 2009               | Tiflis (Georgia)      | Medalla de plata  | –48 kg           |
| 2010               | Viena (Austria)       | Medalla de plata  | –48 kg           |
| 2011               | Estambul (Turquía)    | Medalla de plata  | –48 kg           |
| 2012               | Cheliábinsk (Rusia)   | Medalla de bronce | –48 kg           |
| 2013               | Budapest (Hungría)    | Medalla de oro    | –48 kg           |
| 2014               | Montpellier (Francia) | Medalla de oro    | –48 kg           |
| 2015               | Bakú (Azerbaiyán)     | Medalla de bronce | –48 kg           |
| 2016               | Kazán (Rusia)         | Medalla de plata  | –48 kg           |
| 2017               | Varsovia (Polonia)    | Medalla de bronce | –48 kg           |
| 2018               | Tel Aviv (Israel)     | Medalla de plata  | –48 kg           |